# Wertungsrichter
Als Wertungsrichter bezeichnet man Personen, die bei einem Wettkampf (Turnier) die Teilnehmer nach nicht objektiven Kriterien wie Aussehen, Haltung, Eleganz, Genauigkeit, aktive Wettkampfführung, Treffer (beim Boxen) usw. bewerten.
Dabei ist zu berücksichtigen, dass es hinsichtlich der Leistungsbewertung Sportarten gibt, die mehr oder ausschließlich auf quantifizierbaren (messbaren, physikalischen) Leistungsbeurteilungen beruhen, also resultatorientiert (Leichtathletik, Schwimmen) sind und solche die mehr als verlaufsorientierte Sportarten (Turnen, Eiskunstlauf) gelten. Den zuletzt genannten nicht-quantifizierbare Sportarten wohnt oft das Problem des gewissen Maßes an subjektivem Ermessen bei den Juroren inne. 
Obwohl es in fast allen jenen Sportarten ein Bestreben zur Optimierung und Standardisierung in den Bewertungssystem für die einzelnen Wettkämpfen gibt, unterscheiden sich die Leistungsbeurteilung grundlegend von den resultatorientierten Sportarten. Ferner gibt es Sportarten, die eine gewisse Schnittmenge beider Leistungsbeurteilungskriterien enthalten.
Während beispielsweise Zeiten, Weiten, Geschwindigkeiten oder umgeworfene Hürden eindeutig bestimmt werden können (wobei diese Arbeit heutzutage automatisiert geschieht und die jeweilige Wertung gleich medientauglich dargestellt wird), benötigt man beispielsweise bei Wettkämpfen im Tanzsport Menschen, die aufgrund ihrer Beobachtung eine Wertung abgeben. Um Ungerechtigkeiten zu vermeiden, werden mehrere Wertungsrichter eingesetzt und aus deren Einzelwertungen eine Gesamtwertung errechnet. Hierfür werden je nach Wertungsart verschiedene Berechnungssysteme herangezogen. Wenn keine Punkte, sondern Platzierungsempfehlungen gegeben werden, kann das Majoritätssystem angewendet werden, wie es zum Beispiel im Tanzsport der Fall ist.
Einige Beispiele für Wettkämpfe, wo der Sieger durch Wertungsrichter bestimmt wird:
- Tanzsport
- Eiskunstlauf
- Synchronschwimmen
- Turmspringen
- Dressurreiten
- Boxen
- Schönheitswettbewerbe
- Bundeswettbewerb der Deutschen Jugendfeuerwehr
- Turnen